# Onkofertilitás
Az onkológia és a termékenységkutatás határterülete az onkofertilitás, azaz a daganatos betegséggel érintettek termékenységének vizsgálata, a reprodukciós lehetőségek javítása. A kifejezést 2006-ban alkotta meg Dr. Teresa K. Woodruff, az Oncofertility Consortium alapítója. A rák gyógykezelése során alkalmazott eljárások, mint a kemoterápia, radioterápia és a sebészeti eljárások nullára csökkenthetik a későbbi sikeres terhesség esélyét, ezért az onkofertilitási kutatások a termékenység megőrzésének lehetőségeire fókuszálnak. A rákbetegek mintegy 10%-a 40 évesnél fiatalabb, így a kérdés évente 135 000 embert érint csak az Egyesült Államokban évente.
Az American Cancer Society 2012-es statisztikája alapján az Amerikai Egyesült Államokban leggyakrabban előforduló tumor a prosztatarák, évi kb. 240 000 diagnosztizált új esettel. Ezt szorosan követi az emlőrák, mely nők esetében a leggyakoribb daganattípus, majd mindkét nemnél második helyen a tüdőrák szerepel. Az emlőrák kiemelt jelentőséggel bír, mivel nagy számban érint termékeny korú, fiatal nőket is. A 2012-ben a várható új esetek száma 226 870-re tehető, ezáltal a nőkben kialakuló rosszindulatú daganatok 29%-át képezi.
Magyarország női lakosságának leggyakoribb daganata is az emlőrák, évente kb. 5600 újonnan felfedezett esettel a nők daganatos halálozásának 16-18%-áért felelős.
Ahogy a szűrővizsgálatok elterjedésével és a korai diagnózissal a daganatos betegek túlélési esélyei egyre javulnak, az érintett nők, férfiak és gyermekek termékenységének megőrzése egyaránt kritikus fontosságú lesz a páciensek és családjaik számára. A termékenység könnyű megőrzésének lehetősége a későbbi családalapítás reményét nyújthatja a daganatos betegséggel diagnosztizáltak számára. Az onkofertilitás magában foglalja a rák kezelése után felmerülő reproduktív kérdéseket is, köztük a családtervezést, komplex fogamzásgátlást, a kezelés alatti hormonkezeléseket, béranyaságot és az örökbefogadást is.

## Termékenység-megőrzési program
A European Society of Human Reproduction and Embryology (ESHRE) a termékenység megőrzését kiemelt feladataként kezeli 2007-ben alapított, „Fertility preservation in severe diseases” (vagyis „A termékenység megőrzése súlyos megbetegedések esetén”) című alprogramjának keretében.
A program célja, hogy azoknak a rákos megbetegedéseknek kezelése során, illetve egyéb súlyos betegségeknél, melyek önmagukban, vagy kezelésüknél fogva a termékenységet veszélyeztetik, kiemelt figyelmet fordítsanak a termékenység megőrzésére, és minden esetben ajánlják fel ennek lehetőségeit, módszereit a páciensek számára. A fertilitásprezervációs nemzetközi tudományos világtársaság, az ISFP (International Society of Fertility Preservation), más nagy jelentőséggel bíró nemzetközi tudományos társaságokkal együtt kiemelten foglalkozik – az ESHRE-hez hasonlóan – az elfogadott szakmai ajánlások széles körű terjesztésével, a módszerek mihamarabbi bevezetésének támogatásával.

## Férfiak termékenysége
A férfiak számára rendelkezésre álló, bevált termékenység-megtartó lehetőségek közé tartozik a sperma fagyasztva tartósítása (krioprezerváció), melynek során a spermamintát leveszik, lefagyasztják és spermabankban tárolják a jövőbeni felhasználásig és a heréből történő sebészeti spermavétel (Testicular sperm extraction, TESE), amikor egy rövid műtét során közvetlenül a herékből jutnak a spermához, majd lefagyasztják azt. A kísérleti módszerek közé tartozik a hereszövetbank (Testicular Tissue Banking), amikor a hereszövet egy részét műtétileg eltávolítják és lefagyasztják. A kutatók jelenleg is dolgoznak rajta, hogyan lehetne ezt a szövetet a későbbiekben a termékenység megtartására felhasználni. 
Azokat a férfiakat, akik nem tettek óvintézkedéseket és a kezelés során elvesztették nemzőképességüket, a szülővé váláshoz hozzásegítheti női partnerük spermadonortól származó spermával asszisztált reprodukciója, vagy természetesen az örökbefogadás is lehetőség marad.

## Nők termékenysége
Az elmúlt években a rákbetegségen túljutott nők gyermekvállalási lehetőségei jelentősen bővültek. A bevett módszerek közé tartozik az embriófagyasztás (hormonális stimuláció révén több petesejt érik be, ezeket eltávolítják, megtermékenyítik és lefagyasztják), a petesejtfagyasztás (az előzővel megegyező, de nem termékenyítik meg a petesejteket), valamint a petefészek áthelyezése a medencei sugárterápia megkezdése előtt, vagy a besugárzás alatti leárnyékolása is opció lehet. A páciensek termékenysége az áthelyezett petefészkeket érő szóródó sugárzás által is károsodhat, és a petefészek áthelyezése vagy árnyékolása sem nyújt védelmet a kemoterápia hatásaival szemben. A kísérleti módszerek közé sorolható a petefészekszövet-fagyasztás, tehát a petefészek műtéti úton való eltávolítása, fagyasztva tárolása és ha a feltételek megfelelőek a gyermekvállalásra, visszahelyezése. Folynak a kutatások azon a téren is, hogy az eltávolított petefészekszövetben található éretlen petesejtek megérését ki tudják váltani. Sterilizáló hatású rákkezelés után a nő választhatja a béranyaságot vagy az örökbe fogadást. Újabban azt is vizsgálják, mik a lehetőségek, ha a terhesség ideje alatt diagnosztizálnak rákot a nőbetegben.

### Petesejtfagyasztás
A petesejtfagyasztás lényege, hogy hormonális stimuláció, és a petesejtek in vivo megérlelése után azokat megtermékenyítés nélkül lefagyasztják és fagyasztva tárolják. A felhasználás kívánt idejében a petesejtek felolvasztásra kerülnek, majd mesterséges megtermékenyítés után az embriót a méhbe helyezik. Az eljárást az 1970-es években dolgozták ki állatkísérletek segítségével, az első ember fagyasztott petesejtekből 1986-ban született. A hűtési folyamat viszonylagos lassúsága miatt kezdetben nagyon kevés petesejt élte túl a fagyasztás, illetve kiolvasztás fázisait, aminek következtében a fagyasztot petesejtekkel csak minimális, 2% körüli születési rátát voltak képesek elérni. A vitrifikáció, egy kifinomultabb, ultragyors fagyasztási technika megjelenésével az érett petesejtek 80-95%-a  túlélte a folyamatot, és a kezdeti klinikai eredmények összemérhetők a friss petesejtek felhasználásával történő módszerekével (45-65% terhességi ráta, 40% élve születési ráta). 2007-ben történt a leírt módszerrel elért első születés, ezután máig egyre több olyan tanulmány jelenik meg, ahol érett petesejtek lefagyasztása, fagyasztva tárolása majd kiolvasztását követően elfogadható klinikai terhességi arányról és élve születési arányról számolnak be.
A petesejt-fagyasztási módszer kizárólag menstruációs ciklussal rendelkező páciensek esetében alkalmazható, ugyanis csak így eredményezhet a petefészek hormonális stimulációja érett petesejteket, pubertáskor előtti alkalmazása tehát nem javasolt. Hátránya továbbá, hogy a petefészek hormonális stimulálása időigényes – kb. két hetet vesz igénybe – ami frissen diagnosztizált malignitás esetében végzetes késlekedést is jelenthet a terápia megindításában.
Alternatívát jelenthet éretlen petesejtek gyűjtése a petefészekből, majd azok in vitro megérlelése (IVM, in vitro maturation). Éretlen petesejtek a menstruációs ciklus luteális és follikuláris fázisában is gyűjthetőek, de akár eltávolított petefészek szövetből is kinyerhetők, tehát a gyűjtés a később ismertetett petefészekszövet-fagyasztással párhuzamosan is elvégezhető. Az in vitro petesejtérlelést követően az érett petesejtek lefagyasztásra kerülnek. A módszer alkalmazásával 2008-ig 2000 egészséges gyermek született. HCG hormon adása után 36 órával történik a petesejtek begyűjtése, tehát a teljes procedúra 2–10 nap alatt elvégezhető. Akár serdülőkorban vagy előtte is elvégezhető lenne, bár ezzel kapcsolatban nem ismeretes tanulmány. A kinyert petesejtek érlelését követő megtermékenyülési arány 60-70% is lehet, de a terhességi ráta alacsonyabb a klasszikus mesterséges megtermékenyítést követő módszernél. Előnyei miatt (petefészek-stimulációt nem igényel, gyors, végrehajtjató partnerrel nem rendelkező vagy fiatal pácienseknél is) perspektivikus megoldás az éretlen petesejtek laboratóriumi érlelésének kidolgozása, mely azonban még gyerekcipőben jár. Nem ismeretes adat arra nézve, hogy rákos megbetegedésben szenvedő pácienseknél végrehajtott IVM eredményes élve születéssel zárult volna.
Ez az eljárás tehát azoknak a felnőtt pácienseknek javasolt, akik nem rendelkeznek partnerrel a termékenység megőrzését célzó módszer kiválasztásának és igénybe vételének idejében.

### Embriófagyasztás
A termékenység képességének megőrzésére leggyakrabban alkalmazott, jól bevált módszere az in vitro fertilizáció (IVF)-embrió krioprezervációval, melynek eredményeképpen Európában évente több ezer gyermek születik. Az eljárás első lépése a kontrollált petefészek-stimuláció, mely számos petesejt megérlelését, majd gyűjtését teszi lehetővé. Ez 2–4 hetet vesz igénybe, ami problémát jelenthet, ha a kemoterápia vagy sugárterápia megkezdése nem tűrhet halasztást. Ennek kiküszöbölésre továbbfejlesztették a stimulációs protokollt, így a teljes procedúra idejét legfeljebb 2 hétre rövidítették (a hormonális stimulációt a női ciklus bármely fázisában elindíthatóvá tették). A módszer hatékonysága hasonló a korábban alkalmazottakhoz, és a rákterápia megindításában sem feltétlenül okoz késlekedést, tehát biztonsággal alkalmazható. Nagyszámú tanulmány azonban még nem áll rendelkezésre ezen eljárással kapcsolatban. Ha azonban a kemoterápiás ciklusok már megkezdődtek, nem javasolt a stimuláció és embriófagyasztás, mivel ez számottevően növelheti a rossz minőségű, beágyazódásra alkalmatlan embriók kialakulását.
Míg a petesejtek lefagyasztása még tökéletesedés alatt álló, kifinomult technológiát igényel, az embriók fagyasztva tárolása már jól bevált, széles körben elterjedt, nagy hatékonysággal bíró módszer. Az embriók fagyasztása egyszerű, kiolvasztásuk és transzferálásuk után magas (30-40% körüli) terhességi ráta érhető el. A fagyasztás történhet „lassú fagyasztásos" módszerrel vagy vitrifikációval is, az alkalmazott módszer az adott IVF centrumtól, annak saját tapasztalataitól függhet.
Az embriófagyasztás hátránya, hogy egyedülálló pácienseknél nem alkalmazható – hacsak az nem kíván spermadonáció segítségével gyermeket szülni. Stabil párkapcsolatnál is fennállhat a lehetősége annak, hogy a páciens gyógyulása után partnert kíván váltani (főleg fiatal páciensek esetén), ezért érdemes lehet megfontolni a beteg saját, párjától független termékenységének megőrzését is. Sok országban az embriók fagyasztva tárolásának időtartama korlátozott; könnyen előfordulhat így, hogy az embrió kiolvasztásának és felhasználásának ideje jóval azelőtt érkezne el, hogy a pár gyermeket akarna. Az eljárással szemben szólnak a hormonális stimuláció okozta mellékhatások vagy a fentebb leírt, rákterápiában okozott valószínű késlekedés is.
Összességében az embriófagyasztás tehát egy alaposan kidolgozott, sikerrel alkalmazható technika, mely 25-35%-ban terhességhez vezethet, de a fent részletesen felsorolt hátrányai miatt sok esetben nem alkalmazható módszer, különös tekintettel a fiatalok esetén.

### Petefészekszövet-fagyasztás
A kísérleti módszerek közé sorolható a „petefészekszövet-fagyasztás”, tehát a petefészek műtéti úton való eltávolítása, fagyasztva tárolása és ha a feltételek megfelelőek a gyermekvállalásra, visszahelyezése. Ez a termékenység megőrzésének legkorszerűbb és nemzetközileg is széles körben vizsgált módja. A még kutatási stádiumban lévő módszer az egyetlen ismert lehetőség a még pubertás előtt álló rákos betegek termékenységének megőrzésére, illetve azok számára, akiknek kemoterápiás kezelése semmilyen késlekedést nem szenvedhet.
Magyarországon a Versys Clinics Humán Reprodukciós Intézet kapott elsőként engedélyt arra, hogy elérhetővé tegye a petefészekszövet-fagyasztást a rákos megbetegedéssel diagnosztizált, gyermekre vágyó nők számára, s az első három petefészszövet-autotranszplantációt sikeresen el is végezték hazánkban.
Mivel a petefészekszövet nagyon jól fagyasztható, a termékenység az eljárás segítségével csaknem teljes mértékben megőrizhető. Egy eltávolított petefészekszövet-csíkban több ezer petesejt található, amely – gondos szövettani vizsgálatot követően – visszaültetve azt is lehetővé teszi, hogy a betegségből felgyógyult reménybeli édesanyák akár természetes úton is képesek legyenek a gyermekvállalásra. A visszaültetett petefészekszövetnek köszönhetően visszaállítható a hormonműködés, amely szintén jelentősen javítja az életminőséget.
Az eljárásról folyamatosan gyűlnek a klinikai adatok, de világszerte újdonságnak számít. Ennek fő oka, hogy több év onkológiai szempontból tünetmentes periódus szükséges ahhoz, hogy biztonsággal visszaültethető legyen a petefészekszövet, így világszerte több ezer ilyen petefészekszövet vár még visszaültetésre. Az eljárás hátrányaként említhető még, hogy minimál-invazív sebészeti eljárást igényel. A petefészekszövet-tárolás és -fagyasztás ugyanakkor egyéb előnyei miatt várhatóan világszerte a legelterjedtebb termékenységmegőrzési technológiává növi majd ki magát.

## Gyermekek termékenysége
A pubertás előtt álló gyerekek termékenységének megőrzésére kevesebb lehetőség van, mint a felnőttek esetében. Ezek közé tartozik fiúknál a heréből történő sebészeti spermavétel, lányoknál pedig a petefészekszövet levétele.

## Pénzügyi, etikai és jogi megfontolások
Az onkofertilitással kapcsolatos költségek meghaladhatják a fiatal páciensek anyagi lehetőségeit, az USA-ban több szervezet nyújt lehetőséget ezek csökkentésére. Ezek közé tartozik a Fertile Hope és a Fertile Action. Kalifornia állam törvényhozásának 2011/428-as törvénye szerint a biztosítótársaságoknak kötelességük egészségbiztosítási ajánlatukban szerepeltetni ajánlatot a termékenység megőrzésére is. Ráadásul, az USA legfelsőbb bírósága 2012-ben foglalkozott először az onkofertilitás és a társadalombiztosítás összefüggéseivel az Astrue v. Capato esetben – az egyhangú döntés szerint az apa halála után fogant gyermek nem jogosult árvasági ellátásra.
Vizsgálják a döntéshozási folyamat etikai kérdéseit a serdülő gyermeket érintő onkofertilitási döntésekkel kapcsolatban is.